# Kisdy Benedek
Kisdy Benedek – más írásmóddal Kisdi – (Szécsény, Nógrád megye, 1598 körül – Jászó, 1660. június 22.) szerémi püspök 1644-től, nagyváradi püspök 1646-tól, egri püspök 1648-tól haláláig, királyi tanácsos.

## Élete
Kisdy Benedek középsorsú szülők gyermeke. A gymnasiumot szülővárosában végezte el, majd az esztergomi főegyházmegye növendékpapjai közé lépett. Kitűnő tehetsége okán Rómába küldték, ahol filozófiát és hittudományt tanult az Apollinarium Collegiumban. Sikeres vizsgái után 1622-ben visszatért Rómából, és az év november 30-án pappá szentelték. Az ifjú papot Pázmány Péter alkalmazta maga mellett udvari káplánként. Pázmányt annyira megszerette Kisdy, hogy egész életében példaképének ismerte el.
A főpapi udvarból vallásos buzgalma lelkészi területre vonzotta, előbb 1622 november 22.-től Vág-Sellyén, azután Püspökin nyert lelkészi hivatalt; mindkét helyen több embert sikerült a protestantizmusból visszatérítenie a római katolikus hitre. 1624-ben pozsonyi, 1626. április 21-én esztergomi kanonokká, és honti főesperessé nevezték ki. 1629. október 4-én a Nagyszombatban Pázmány Péter által tartott egyházmegyei zsinaton Kisdy neve is felbukkant. Kisdy öt társával a bizottmány tagjává neveztetett, amelynek tiszte volt Nagyszombatban állandó vizsgálószéket alkotni volt a lelkészségért folyamodó egyházi férfiak tanultságának kipróbálása végett.
Az esztergomi káptalanban 1631-ben a szent Györgyről címzett prépostsággal, 1636-ban olvasókanonoksággal jutalmazták, és Lósy Imre nevében – mint primási helyettes – a főérseki megyét kormányozta. 1638-ban a boldogságos szűz Mária hatvani prépostjává s a magyarországi katolikus püspöki kar végrendeleteinek végrehajtójává nevezték ki. Mivel neve országszerte nagy tiszteletben állott, III. Ferdinánd magyar királynak is kegyeltje lett. 1644. szeptember 24-én szerémi, 1646. április 21-én nagyváradi püspökké nevezték ki. Az 1647-ben Pozsonyban tartott országgyűlés jegyzőkönyve többször kitüntetően emlékezik meg róla.
1648. február 2-án III. Ferdinánd közelismerést nyert ügyességéért egri püspökséggel tisztelte meg. Főpásztorságának első gondjai közé tartozott az országgyűlésen szorgalmazni, hogy a káptalant biztossági tekintetből Kassára helyezzék át Jászóról, amely 1650-ben meg is történt. Isteni tisztelet gyakorlására a ferences rend templomát nyerte el, ahol 1657-ben művészi kivitelű oltárt emeltetett. Legnevezetesebb tette volt azonban a Kassai Akadémia alapítása.

Már 1643. január 16-án a kassai jezsuiták királyi adományként kapták a mislyei jószágot, gyaníthatóan tanárok eltartása végett. Kezdetben a helyiség szűk volta nem engedte a közoktatásnak kellő mérvben berendezését és a tanítás is csak egyetlen tanár személyében folyt.
1657. február 26-án kelt Kisdy alapító oklevele, amellyel 60.000 forintból álló tőkét tett le a filozófiai és a teológiai kar tanárainak kellő ellátására, amivel alapját vetette meg a kassai akadémiának. Ferdinánd utóda, I. Lipót magyar király, Kisdynek tervét 1660. augusztus 7-én kelt oklevelében megerősítette, és az akadémia ezzel meg is nyílt. Kisdy ezt már nem érhette meg, mert az év június 22-én elhunyt Jászón. A halála előtti napon tett végrendeletében a Kassán állítandó papnevelőintézetre 30.000 forintot hagyományozott. Ezen kívül Kassán telket vásárolt a rajta levő házzal együtt a papnevelő intézet számára; annak illő eltartására Gönyű helységben egy részjószágot ajándékozott, székesegyháza káptalanjainak pedig 6.000 forintot hagyott.

## Műve
Kisdy egy nevezetes művet adott ki a magyar vallásos költészet területén:
- Cantvs Catholici Régi és Uj Deak és Magyar Ajitatos Egyházi Enekek, es Litaniak: Kikkel a Keresztyének esztendő által való Templomi Solennitásokban, Processiókban, és egyéb ájitatosságokban szoktak élni: Most újonnan egybe szedettek és a Keresztyéneknek Lelki épületekre, és vigasztalásokra kibotsátattak Anno M.DC.LI. Hely n. (Újabb kiadásai: Kassa, 1674. és Nagyszombat, 1703. Magyar irodalmi ritkaságok . Egyetemi Nyomda, Budapest. 1935. I. -II.)